# 太平記
太平記（日语：／ Taiheiki）是日本古典文學名著之一。共40卷，以南北朝時代為舞台，描寫從後醍醐天皇即位、鎌倉幕府滅亡、建武新政和崩壞後的南北朝分裂、觀應之擾亂，到2代將軍足利義詮死去和細川賴之管領就任為止，1318年（文保2年）～1368年（貞治6年）頃約50年間的軍記物語。有今川家本、古活字本、西源院本等諸種。「太平」被認為有祈願和平的意味，也有怨靈鎮魂的意義。第二次世界大戰後，為了區別許多以《太平記》為名的小說、電視劇而被稱作《古典太平記》。

## 成書、作者
作者、成書時期不詳，但是今川貞世（了俊）的《難太平記》中記載，法勝寺之惠鎮上人（圓觀）帶三十餘卷給足利直義，直義交由側近的僧人玄慧校閱。之後以圓觀、玄慧等人為中心編纂至14世紀中的後醍醐天皇駕崩為止。但是，《洞院公定日記》中有太平記的作者小島法師去世的記載。因此，後世認為太平記的成立可能經由多人共同完成，大約在1370年代完成現在的40卷。

## 構成、內容
全40卷，缺第22卷。內容由3部構成，第1部（卷1～11）是後醍醐天皇即位到鎌倉幕府滅亡為止，第2部（卷12～21）是建武新政失敗和南北朝分裂到後醍醐天皇駕崩為止，第3部（卷23～40）是南朝方跋扈的怨靈導致足利幕府內部混亂。
全體構想以儒教的大義名分論和佛教的因果報應論為基調。

## 影響
太平記透過中世物語僧的「太平記読み」，成為初等學問的教材、江戶時代的講談物語之一。室町時代受到《太平記》的影響，誕生許多軍記物語。太平記也影響日本的近世文學，赤穗藩淺野家家臣斬殺吉良義央的元祿赤穗事件之後，竹田出雲等人假託太平記的「塩冶判官物語」，撰寫「假名手本忠臣藏」。太平記作為兵法書，也影響戰國武將和江戶期的武士。

## 資料
在同時代的原典資料，有主張南朝正統性的北畠親房《神皇正統記》，也有描寫足利家事績的《梅松論》、《源威集》（平凡社東洋文庫）。
- 《前太平記》上下：太平記之前的平安時代中期～末期，「叢書江戶文庫4．5」、國書刊行會
- 《後太平記》：太平記以後的南北朝時代至戰國時代的軍記物語。
- 《西國太平記》
- 《續太平記》：太平記以後的足利義滿～足利義尚。
- 《前前太平記》 前太平記之前史，聖武天皇即位（724年）～醍醐天皇之治世。全二十一卷、「叢書江戶文庫3」、國書刊行會

## 描寫太平記的作品
- 山岡莊八：《新太平記》、全作品集・講談社文庫全5卷
- 吉川英治：《私本太平記》、全作品集・講談社文庫全8卷
  - NHK大河劇：「太平記」（平成3年）
- 鷲尾雨工：《吉野朝太平記》、誠文圖書全5卷
- 大佛次郎：《大楠公》、德間文庫
- 今東光：《太平記》、德間文庫全4卷
- 森村誠一：《太平記》全6卷、角川書店
- 杉本苑子：《風の群像 小說足利尊氏》、講談社文庫全2卷
- 北方謙三：《破軍の星》《楠木正成》《道誉なり》《武王の門》、中央公論社
- 火坂雅志：《太平記鬼伝　兒島高德》、小學館文庫
- 齋藤隆夫：《太平記　マンガ日本の古典》　中公文庫上中下卷
- 永井路子：《太平記紀行》　中公文庫、《太平記　古典を読む》　文春文庫
- 陳舜臣：《山河太平記》、ちくま文庫

### 太平記關連史論
- 市沢哲編：《歴史と古典　太平記を読む》、吉川弘文館 2008年
- 新田一郎：《日本の歴史11　太平記の時代》、講談社
- 兵藤裕己：《太平記〈よみ〉の可能性　歴史という物語》、講談社學術文庫  2005年
- 若尾政希：《「太平記読み」の時代　近世政治思想史の構想》、平凡社選書 1999年
- 松尾剛次：《太平記　鎮魂と救済の史書》、中公新書　 2001年
- 森茂暁：《太平記の群像　軍記物語の虚構と真実》、角川選書 1991年
- 永積安明：《古典を読む　太平記》、同時代ライブラリー 岩波書店　 1998年
- 佐藤和彦：《「太平記」を読む　動亂の時代と人々》、學生社 1991年
- 大森北義編 「新潮古典文學アルバム　太平記」、新潮社 1990年
- 武田友宏編：《太平記　日本の古典》、角川ソフィア文庫　2009年
- 山路愛山：《足利尊氏》、岩波文庫　1991年復刊
- 山本七平：《山本七平の日本の歴史》上下、ビジネス社　2005年

## 關連項目
- 陰德太平記
- 吉川元春
- 神皇正統記
- 梅松論
- 新葉和歌

## 外部連結
- 太平記・國民文庫本・全卷
- 野人校訂版太平記(據日本文學電子圖書館版本)（页面存档备份，存于）